# 叡空
叡空（えいくう、生年不詳 - 治承3年4月2日（1179年5月10日））は平安時代後期の天台宗の僧。父は太政大臣藤原伊通とされるが定かではない。房号は慈眼房。

## 略伝
良忍から大乗戒をうけて密教・浄土教を学び、比叡山西塔黒谷に住した。「往生要集」の講義で学名高く、大乗戒律と密教についても比叡山第一の学僧と称され、大乗戒律では黒谷流の祖とされる。多くの公家に対し授戒の師となり、その中でも特に久我家とは師檀関係にあった。1150年（久安6年）には浄土宗の祖法然が入門し、天台教学・浄土教学を指導し、大乗戒を授けている。